# Eric Saade
Eric Khaled Saade (Kattarp, 29 oktober 1990) is een Libanees-Zweedse zanger en presentator van kinderprogramma's. Zijn vader is van Libanees-Palestijnse afkomst en zijn moeder is van Zweedse afkomst. Saade vertegenwoordigde Zweden op het Eurovisiesongfestival 2011 in Düsseldorf met het nummer Popular dat werd geschreven door David Alano en gecomponeerd werd door Fredrik Kempe. Hij werd in de finale op 14 mei 2011 derde met 185 punten, na Azerbeidzjan en Italië.

## Carrière

### What's Up en Camp Rock
Eric Saade begon zijn muziekcarrière als lid van de boyband What's Up. Op 26 februari 2009 maakte hij echter bekend de band te verlaten om een solocarrière te beginnen. Hij nam met What's Up en Vendela Palmen de Zweedse soundtrack van de Disneyfilm Camp Rock op. Saade is presentator op Disney Channel. Saade was ook gastheer van Mijn Camp Rock in het najaar van 2009. Saade sprak op de Zweedse versie van Camp Rock de stem van het karakter Shane in.

### Masquerade
Op 24 augustus 2009 kreeg Eric Saade een contract bij Roxy Recordings. In het najaar van 2009 kwam de eerste single, Sleepless uit, dat de 44e plaats in de Zweedse hitparade bereikte. Op 19 mei 2010 kwam het debuutalbum Masquerade uit. In de zomer van 2010 trad Saade op in dertig steden in heel Zweden met zijn eigen Masquerade Tour.

### Melodifestivalen en Eurovisiesongfestival
Saade nam aan Melodifestivalen 2010 deel met de song Manboy. Hij won de deelfinale in Sandviken. Saade werd derde in de finale en daarmee niet de deelnemer voor Zweden op het Eurovisiesongfestival 2010. Op 29 mei 2010 las Saade tijdens de puntentelling daar wel de Zweedse punten voor.
Hoewel hij sceptisch was over zijn kansen bij een nieuwe deelname, nam hij toch deel aan de editie van 2011. Op 12 maart 2011 won Eric Saade met het Engelstalige popnummer Popular de finale van Melodifestivalen, de Zweedse nationale finale voor het Eurovisiesongfestival. Hij won met 193 punten ruim, met name dankzij de via televoting uitgebrachte publieksstemmen. Op 19 februari had hij reeds de voorronde in Linköping gewonnen. Het nummer Popular is gecomponeerd door Fredrik Kempe en geschreven door David Alano.
Tijdens het optreden brak Eric Saade als deel van zijn act door enkele glazen wanden. Hij zou hierbij enkele glassplinters in zijn ogen gekregen hebben, die verwijderd werden tijdens het eerste deel van de stemprocedure, die hij daardoor moest missen. Later kwam hij terug en meldde hij dat alles in orde was.
Ook op het festival in Düsseldorf bracht Saade de act met de glazen wanden. Op 12 mei won Zweden met Saade de tweede halve finale en plaatste zich daarmee voor de finale. In de finale op 14 mei werd hij met 185 punten derde na winnaar Azerbeidzjan, dat 221 punten haalde en Italië, dat op 189 punten eindigde. Italië ging Zweden bij de laatste stemming nog net voorbij.

### Na het Songfestival
In juni 2011 kwam in Zweden het nummer Hearts in the Air uit, waaraan ook de rapper J-Son deelnam. Het nummer bereikte de tweede plaats in de Zweedse hitparades. In de zomer van 2011 toerde Saade voor een tweede maal door Zweden om in totaal 22 concerten te geven.
In november 2011 verscheen het derde album van Saade. De eerste single Hotter than Fire was een samenwerking met Dev en werd in november 2011 in Zweden uitgebracht. In april 2012 bracht hij samen met Tone Damli de song Imagine uit, welke de negende plaats in de Noorse hitparades bereikte. Op 24 oktober 2012 bracht Eric Saade twee nieuwe nummers uit: Miss Unknown en Marching (In the Name of Love). De video van zijn song Marching (In the Name of Love) kwam uit op 7 december 2012, dat van Miss Unknown kwam op 12 december uit. In november 2012 kwam er een DVD uit van Saade's Pop Explosion Concert 2012.
In 2013 was Saade weer op de tv in heel Europa te zien, hij was op 18 mei 2013 namelijk presentator in de green room op het Eurovisiesongfestival 2013, dat dat jaar plaatsvond in Malmö. Op 28 augustus 2013 bracht hij zijn vierde album Forgive Me uit.

### Melodifestivalen 2015
In november 2014 werden de kandidaten voor Melodifestivalen 2015 bekendgemaakt. Toen bleek dat Saade opnieuw zou gaan deelnemen aan de nationale selectie voor de Zweedse inzending van het Eurovisiesongfestival 2015 in Wenen, met het nummer Sting. Hij trad aan in de eerste halve finale, gehouden in Göteborg. Saade plaatste zich rechtstreeks voor de finale die gehouden werd op zaterdag 14 maart 2015 in de Friends Arena in Stockholm. Hij eindigde hier op de vijfde plaats.

## Naam
De naam Saade is van Arabische oorsprong. Men schrijft hem in het Arabisch als سعادة. Dit woord betekent geluk of voorspoed en is verwant aan de voornaam Saïd - سعيد.

## Privé
Saade heeft een relatie gehad met Molly Sandén, die Zweden vertegenwoordigde op het Junior Eurovisiesongfestival 2006.

## Discografie

### Albums
| Album met eventuele hitnotering(en) in de Nederlandse Album Top 100 | Datum van verschijnen | Datum van binnenkomst | Hoogste positie | Aantal weken | Opmerkingen |
| ------------------------------------------------------------------- | --------------------- | --------------------- | --------------- | ------------ | ----------- |
| Masquerade                                                          | 19-05-2010            | -                     |                 |              |             |
| Saade vol. 1                                                        | 2011                  | -                     |                 |              |             |
| Saade vol. 2                                                        | 2011                  | -                     |                 |              |             |
| Forgive me                                                          | 2013                  | -                     |                 |              |             |

### Singles
| Single met hitnotering(en) in de Vlaamse Ultratop 50 | Datum van verschijnen | Datum van binnenkomst | Hoogste positie | Aantal weken | Opmerkingen |
| ---------------------------------------------------- | --------------------- | --------------------- | --------------- | ------------ | ----------- |
| Sleepless                                            | 2009                  | -                     |                 |              |             |
| Manboy                                               | 2010                  | -                     |                 |              |             |
| Break of dawn                                        | 2010                  | -                     |                 |              |             |
| Popular                                              | 16-05-2011            | 21-05-2011            | tip4            | -            |             |
| Hearts In the Air (feat. J-Son)                      | 2011                  | -                     |                 |              |             |
| Hotter Than Fire (feat. DEV)                         | 2011                  | -                     |                 |              |             |
| Imagine (feat. Tone Damli)                           | 2012                  | -                     |                 |              |             |
| Marching (In the Name of Love)                       | 2012                  | -                     |                 |              |             |
| Miss Unknown                                         | 2012                  | -                     |                 |              |             |
| Coming Home                                          | 2013                  | -                     |                 |              |             |
| Winning Ground                                       | 2013                  | -                     |                 |              |             |
| Boomerang                                            | 2013                  | -                     |                 |              |             |
| Du är aldrig ensam                                   | 2014                  | -                     |                 |              |             |
| Take a Ride (Put 'Em In the Air)                     | 2014                  | -                     |                 |              |             |

## Galerij

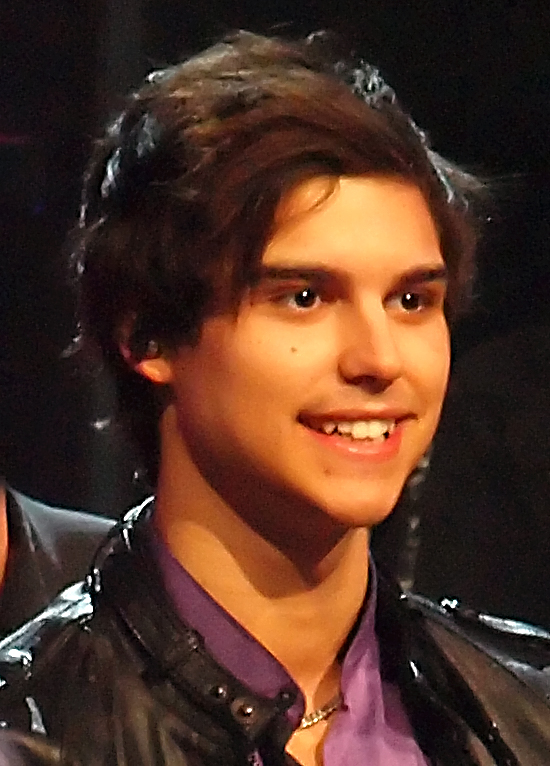
Repetitie Melodifestivalen 2010, 13 februari 2010
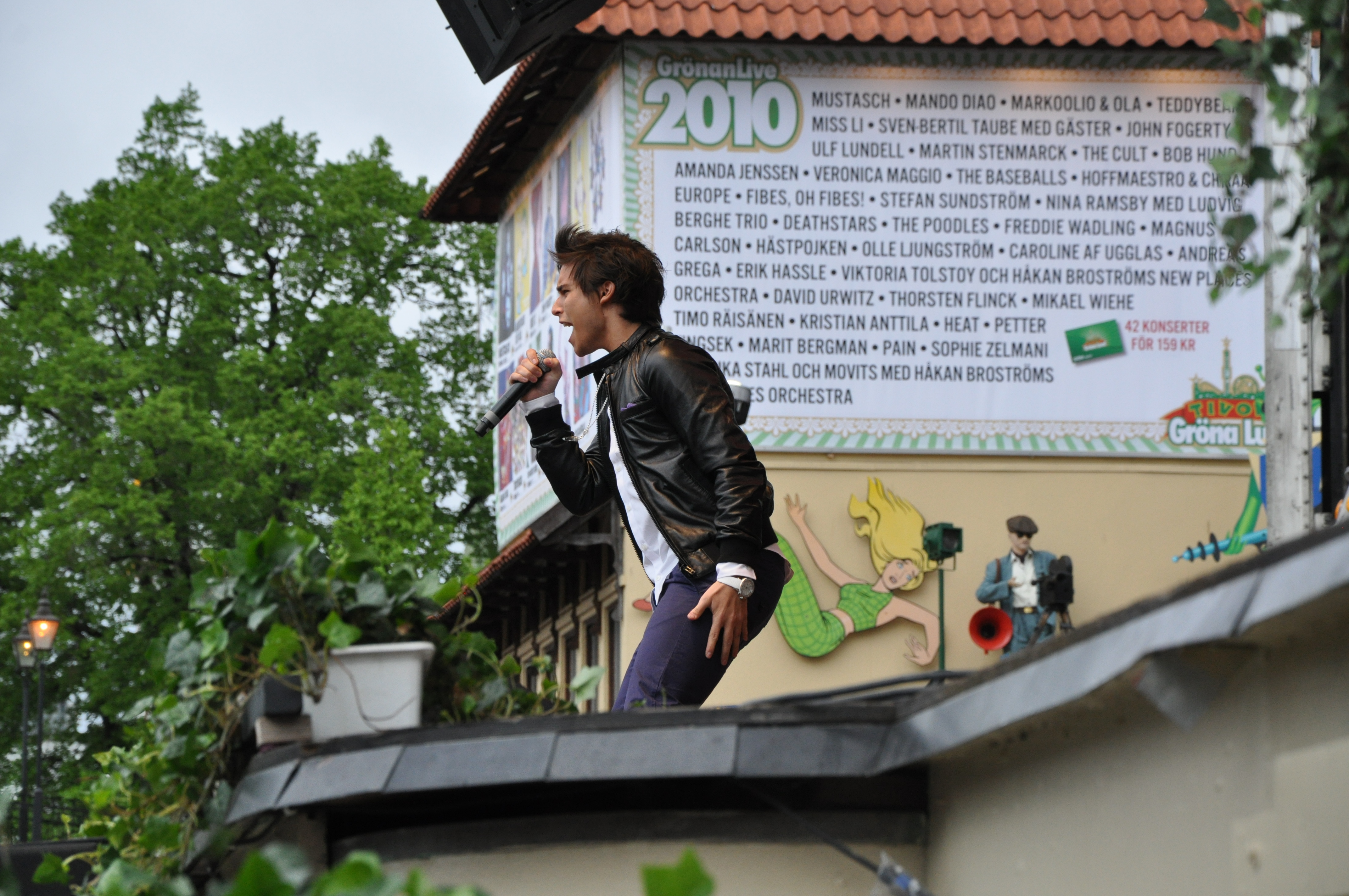
Attractiepark Gröna Lund, Stockholm, 23 mei 2010
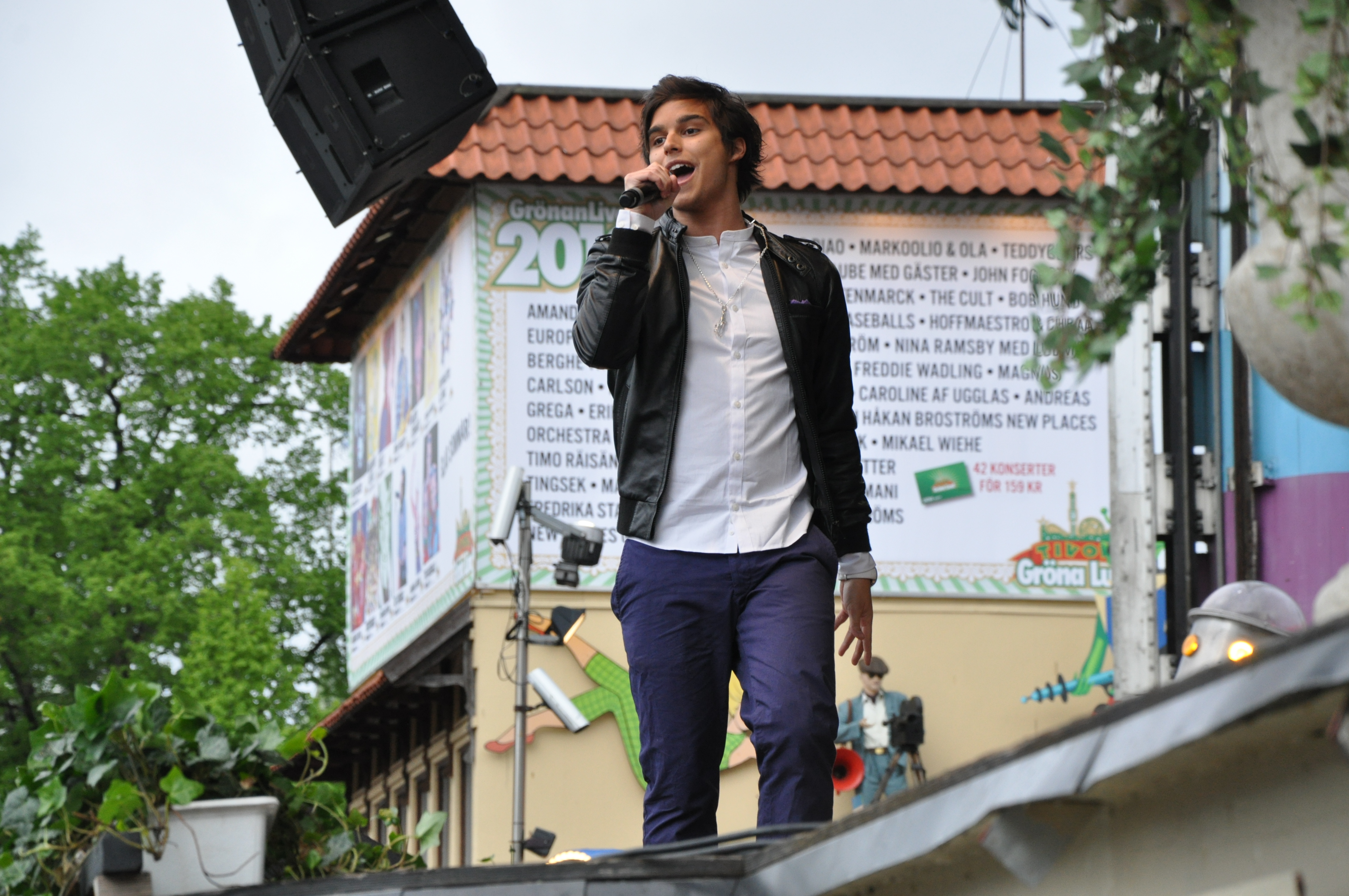
Gröna Lund 2
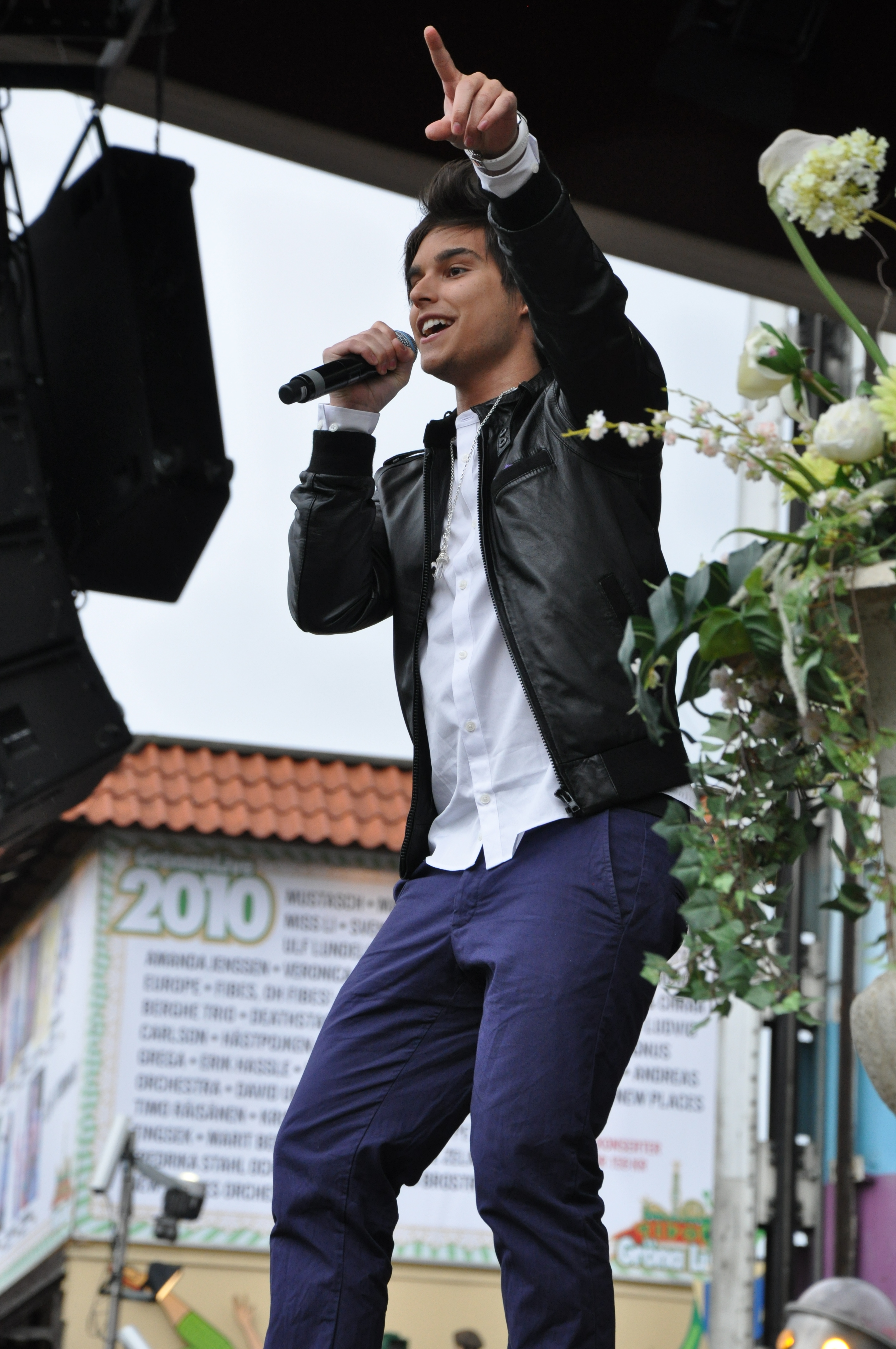
Gröna Lund 3
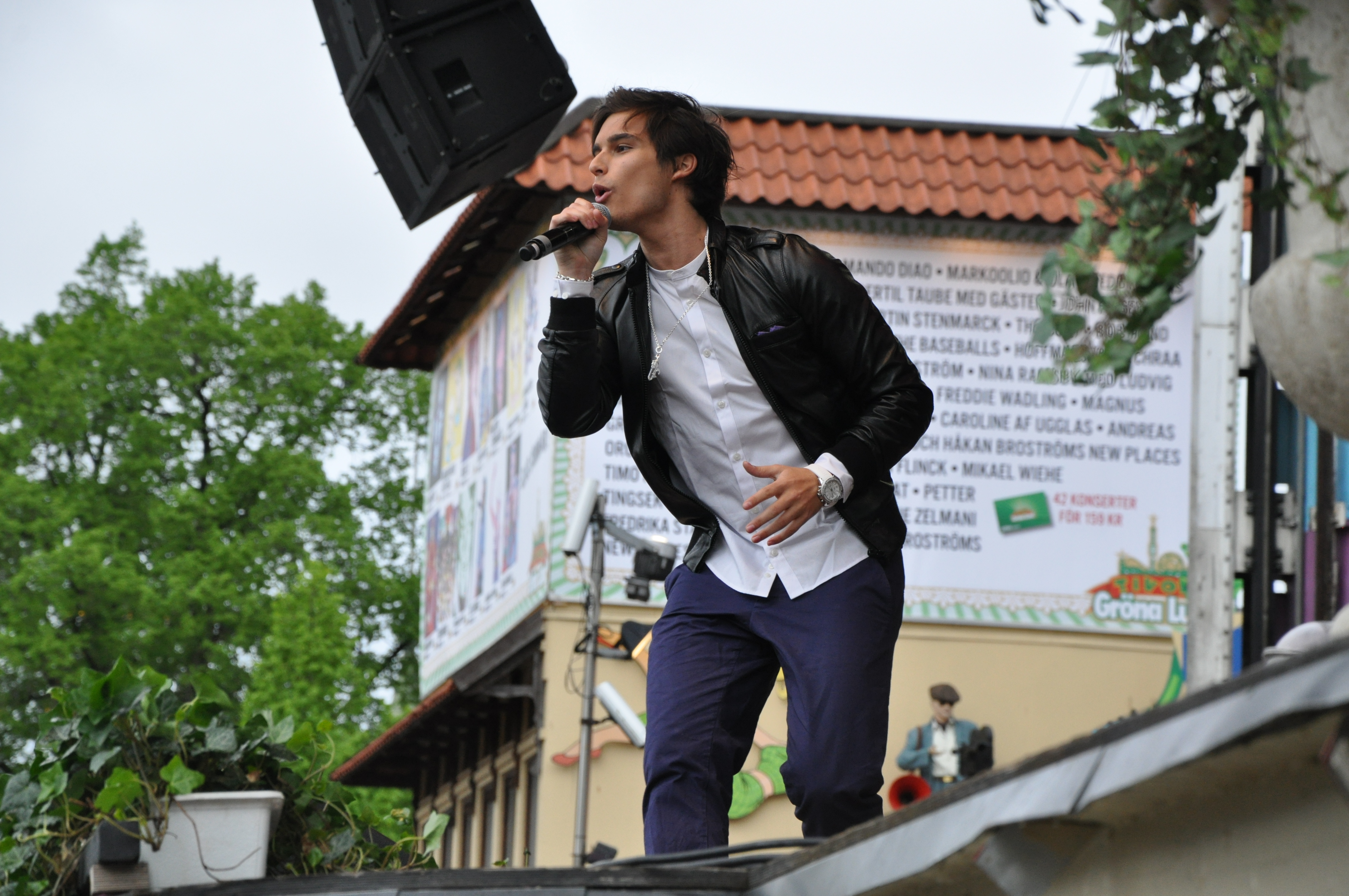
Gröna Lund 4
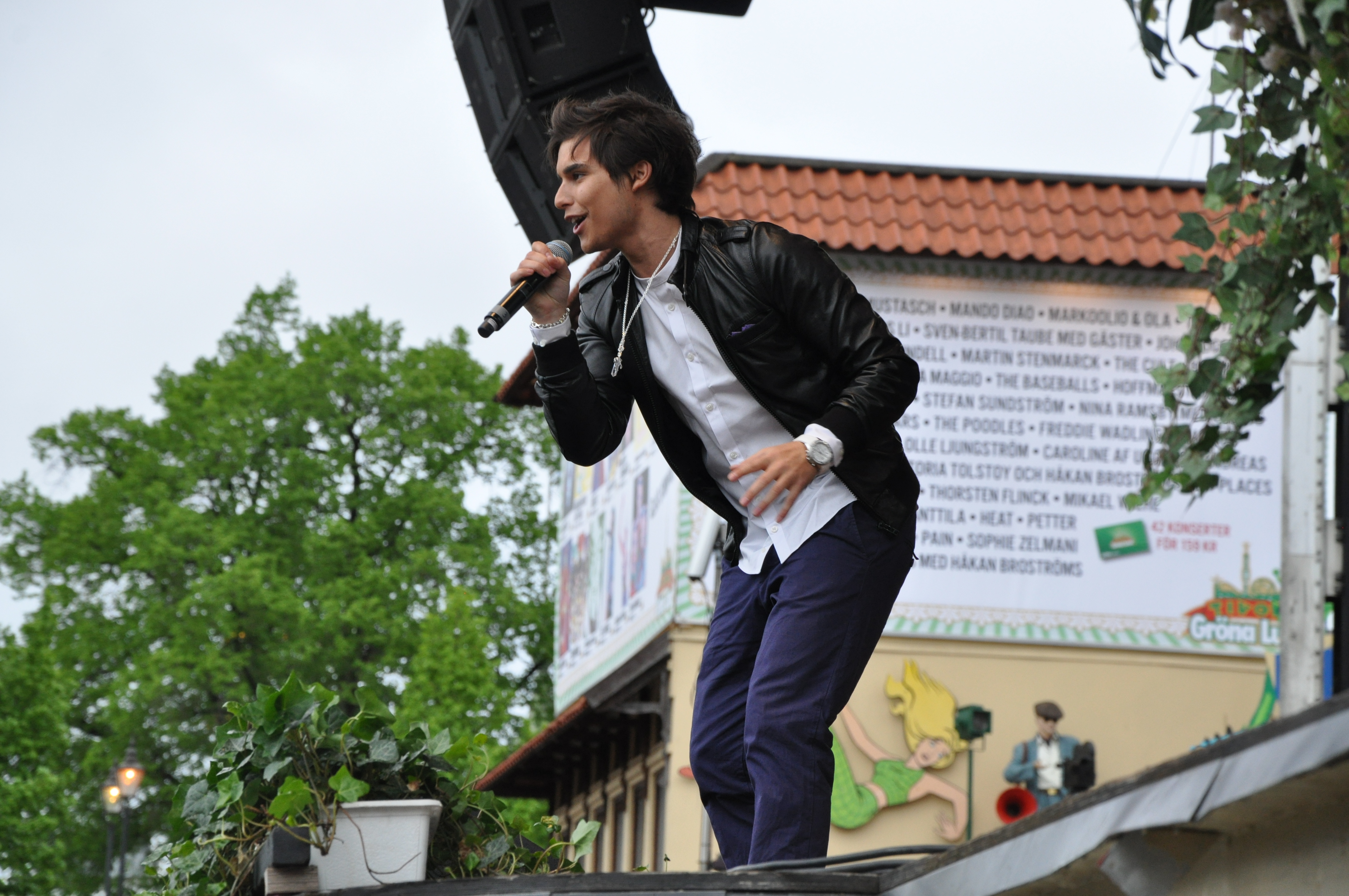
Gröna Lund 5